# Jan Parandowski
Jan Parandowski (Leópolis, 11 de mayo de 1895 - Varsovia, 26 de septiembre de 1978) fue un escritor, ensayista, traductor de literatura polaca, autor de «Mitología», medallista olímpico (1936) y nominado dos veces al Premio Nobel de Literatura (1957 y 1959). Formó parte de la programación de la radio pública de Polonia hasta el estallido de la Segunda Guerra Mundial cuando el 1 de septiembre de 1939 se produjo la invasión alemana de Polonia y una semana después el ejército de la Alemania nazi destruyó el transmisor.

## Biografía
En 1913 se graduó en el CK IV Gymnasium de Lviv. En el mismo año, comenzó a estudiar en la Universidad de Lviv en la Facultad de Filosofía. Estudió filosofía, filología clásica, arqueología, historia del arte y literatura polaca. Durante la Primera Guerra Mundial , sus estudios se vieron interrumpidos y él mismo fue internado en Rusia, (enseñaba en las escuelas de Vorónezh y Sarátov). A partir de 1920 prosiguió sus estudios y en 1923 obtuvo el título de Master en Filología clásica y Arqueología. Fue delegado al congreso de la Unión de Escritores Polacos el 4 de febrero de 1922 en Varsovia. En 1922-1924 fue gerente literario en la editorial de Alfred Altenberg. En la editorial organizó una serie de traducciones de literaturas clásicas y una serie de Grandes Escritores. Durante este período, colaboró constantemente con las revistas: "Gazeta Poranna", "Tygodnik Ilustrowany", "Wiadomosci Literackie" y el semanario "Tecza". En 1924-1926 viajó a Grecia, Francia e Italia. Viviendo en la capital desde 1929, editó inicialmente el mensual "Pamietnik Warszawski". En 1930 se convirtió en miembro del PEN Club polaco, en los años 1933-1978 (con un descanso durante la Segunda Guerra Mundial) fue presidente.
Por el libro El Disco Olímpico, recibió una medalla de bronce en el Concurso de Arte y Literatura durante los Juegos Olímpicos de Berlín 1936. En el mismo año, recibió el Laurel Académico de Oro de la Academia Polaca de Literatura por su destacada obra literaria. En 1937-1938, editó la serie Great People en la National School Books Publishing House. Tras el estallido de la Segunda Guerra Mundial, participó en la vida cultural clandestina. Durante el Alzamiento de Varsovia, perdió su archivo literario en las llamas, incluidas todas sus obras inéditas.
En los años 1945-1950 ocupó la cátedra de cultura antigua y luego de literatura comparada en la Universidad Católica de Lublin (KUL). Se convirtió en miembro ordinario de la Sociedad Científica de Varsovia y luego reanudó su actividad como presidente del PEN Club polaco. En 1948 estaba preparando el Congreso Mundial de Intelectuales en Wroclaw, luego regresó a Varsovia. En 1949, como miembro del Comité Polaco de Defensores de la Paz, fue delegado del Consejo Nacional de Defensores de la Paz al Congreso de los Defensores de la Paz en París. Fue miembro de la Asociación Cultural Europea (SEC). En 1958 coorganizó en Congreso Internacional de Traductores en Varsovia y en 1962 se convirtió en vicepresidente del PEN Club Internacional. En 1964 recibió el Premio Estatal de 1.er Grado y en el mismo año fue signatario de la "Carta 34" de los estudiosos y escritores en defensa de la Libertad de expresión. Jan Parandowski fue honrado en 1975 por su trayectoria por Radio Free Europe/Radio Liberty. En 1975 recibió un doctorado honorario de la Facultad de Filosofía Cristiana de la Universidad Católica de Lublin. Murió el 26 de septiembre de 1978 en Varsovia, a la edad de 83 años. Fue enterrado en el Cementerio de Powązki (callejón de los meritorios, fila 1, lugar 40).

## Vida privada
Jan Parandowski era hijo del párroco Jan Bartoszewski, sacerdote católico griego y su madre Julia Parandowska.
Durante su estancia en Rusia contrajo matrimonio con  Aurelia Wyróznienie, de quien luego se divorció.
Su segunda esposa fue Irena Parandowska de soltera Helzel (1903 - 27 de octubre de 1993).
La hija de Jan Parandowski, Roma Parandowska-Szczepkowska, era la esposa del actor Andrzej Szczepkowski y madre de la actriz Joanna Szczepkowska. 
El hijo mayor, Zbigniew Parandowski (1929-2017), era arquitecto, mientras que el menor, Piotr Parandowski (1944-2012), era arqueólogo y documentalista.

## Creación
Como figura literaria Parandowski comenzó a escribir en Lwow en 1913. Debutó como hombre de letras en 1913 con el ensayo literario y filosófico Rousseau. Fue un experto y divulgador de la cultura y literatura antiguas. Mitología (1924), reeditada muchas veces, le trajo gran popularidad. Esta posición fue significativa en la popularización de los fundamentos de la cultura antigua en Polonia debido a varias características importantes: belleza y simplicidad estilística, así como una descripción fiel, pero libre de controversias morales (por ejemplo, por referencias eufemísticas a temas Homoeróticos) de los griegos más importantes. Tal enfoque de la mitología hizo posible su uso en la educación escolar.

## Obra
Su conocimiento, su estilo de escritura nítido y atractivo, y su capacidad para abordar los temas más controvertidos contribuyeron en gran medida a la popularidad de Parandowski. En Polonia, sus obras se han convertido en un elemento básico del estudio clásico en las escuelas de todos los niveles.

## Trabajos seleccionados
- El bolchevismo y los bolcheviques en Rusia  (1920)
- Antínoo con boina de terciopelo - sobre Oscar Wilde  (1921)
- Mitología  (1924)
- Eros en el Olimpo  (1924)
- Dos primaveras  (1927)
- La guerra de Troya  (1927)
- El rey de la vida  (1930, biografía de Oscar Wilde)
- Disco olímpico  (1933)
- Visitas y Encuentros  (1934)
- Las aventuras de Odiseo  (1935)
- Cielo en llamas  (1936)
- Los tres signos del zodiaco  (1938)
- La hora del Mediterráneo  (1949)
- La alquimia de la palabra  (1951)
- El reloj de sol (1953, historias sobre Lviv)
- Escritos seleccionados  (1956)
- Petrarca  (1956, biografía de Petrarca)
- Obras escogidas volumen 1-3  (1957)
- Del mundo antiguo  (1958)
- Mi Roma (1959)
- De vuelta a la vida (1961)
- Noche de septiembre (1962)
- Acacia (1967)
- Reflexiones (1975)[8]

### Traducciones
- Batual. Una verdadera novela negra de René Maran (1923)
- Historia del mundo de H. G. Wells (1924)
- Dafnis y cloe (1925)
- La viuda de Carlomagno Einhard (1935)
- La guerra civil de Julio César (1951)
- La odisea de Homero (1953)

### Informes de viaje
- Roma mágica (1924)
- Dos primaveras (1927)
- Viajes literarios (1958)[9]

## Condecoraciones
- Cruz de Comendador de la Orden de las Artes y las Letras (Francia 1973).

## Curiosidades
Después de la muerte de Parandowski, se publicó un libro de su esposa, Irena Parandowska, Jana Day en 1983, dedicada a la escritora. En 1988, Parandowska inició la entrega del Premio Literario del PEN Club polaco que lleva el nombre de su esposo.
Desde el 5 de enero de 1981, una calle de Varsovia en la zona del actual distrito de Bielany lleva el nombre de calle Jana Parandowskiego. Además, la Escuela Primaria Nro.35 con Departamentos de Deportes en Gdansk lleva el nombre de Jan Parandowski. Desde 1988, una calle en Lodz lleva el nombre de Jan Parandowski.